# Влашка революция
Революцията във Влахия от 1848 година започва от Олтения по инициатива на дружеството „Справедливост и братство“, образувано като тайна революционна организация през 1840 г. Организацията на въстанието е старателно подготвяна от по-рано, като към исканията е добавено и съединение на двете дунавски княжества с независимост от Османската империя.

## Развитие
На 9 юни 1848 г. в паланката Излаз на Дунава пред насъбралите се селяни и войници е прочетена предварително подготвена прокламация с искания за широки реформи, включително и за отмяна на крепостничеството. Селяните масово се присъединяват към движението, прогласено е образуването на ново правителство вместо компрометираното на Георги Бибеску. Въстаниците се насочват през Каракал и Крайова към Букурещ. На следващия 10 юни 1848 г. е извършено покушение срещу Бибеску, което е неуспешно. Покушението е последвано от масови арести. Независимо от репресиите хиляди селяни и граждани се събират пред двореца на Бибеску с възгласи „Да живее конституцията“. Въстаналите излъчват делегация, която поднася текста на прокламацията на княза. Събитията взимат твърде неблагоприятен за управляващите обрат и те изпадат в паника изненадани и неподготвени за събитията. Изплашеният Бибеску подписва Излазката прокламация (в присъствието на двама членове от революционния комитет), която е обявена за конституция на страната. Образувано е ново правителство, а князът се отказва от престола и напуска Влашко.
Неочакваният развой на събитията кара митрополит Неофит да свика Великия болярски съвет. Начело на новото правителство застава митрополит Неофит. Обявени са реформи: отменяне на цензурата, премахване на телесното и смъртното наказание, свобода на печата, обявяване на трицветния флаг с надпис „Справедливост и братство“ за национално знаме, създаване на национална гвардия и др. На 15 юни 1848 г. на общонародно събрание на Филаретово поле (после Поле на свободата) над 30 000 власи (предимно селяни, но и занаятчии и граждани) дават клетва за вярност към Конституцията. Основният аграрен проблем, който вълнува главната движеща сила на събитията – остава за решаване от Учредителното събрание. На 16 юни 1848 г. новото правителство издава нарочно постановление за неприкосновеност на частната собственост.
На 19 юни 1848 г. е извършен опит за преврат. Започват арести на новите министри. Съставено е ново правителство, обаче селяните се организират и помитат превратаджиите. Междувременно е пуснат слух, че руските войски са вече във Влахия. Революционерите са изплашени до смърт и революционното правителство напуска на 28 юни 1848 г. Букурещ, търсейки спасение в Южните Карпати. На 29 юни 1848 г. контрареволюционните сили поемат властта в Букурещ. Започват арести и преследвания, а митрополит Неофит обявява чрез листовка прекратяването на метежа и възстановяването на стария ред.
На 30 юни 1848 г. в Букурещ започват масови демонстрации. Демонстрантите нахлуват в домовете на офицерите и в казармите. Болярите се разбягват, а правителството, което на 28 юни напуска Букурещ, се завръща от планината. Незабавно са образувани комисии за провеждане на реформи в областта на просветата, финансите, администрацията, данъчната система, селското стопанство и в други сфери на обществените отношения. Започва обсъждане на въпроса за свикването и състава на Учредителното събрание. На 14 юли 1848 г. е издаден декрет за свикване на учредително събрание, избирано чрез всеобщи двустепенни избори.

## Османска интервенция във Влахия
Бурните предварително и старателно подготвяни събития във Влашко от юни 1848 г. внасят уплаха сред болярската прослойка. На консервативните сили става ясно, че само външна интервенция може да промени хода на събитията и те започват да търсят подкрепа за такава зад Високата порта и в Санкт Петербург. Същевременно и революционното правителство е наясно с това и си поставя за цел предизвикването на конфликт по повод Влашко между Османската и Руската империи.
На 19 юли 1848 г. османската армия начело със Сюлейман паша минава през Дунава, а руското правителство излиза с нота, в която оправдава османската интервенция.
Сюлейман паша в специална нота обвинява власите в извършването на незаконни действия, поставяйки ултимативно искане за разпускане на временното правителство в Букурещ и назначаване на наместник. На 23 юли 1848 г. правителството се саморазпуска, а на следващия ден е избрано наместничество. По искане на Сюлейман паша наместничеството декларира съгласието си новите закони и реформи да влизат в сила след утвърждаването им от султана, след което признава наместничеството. През това време в Букурещ се завръщат избягалите боляри. Османската армия заема изчаквателна позиция в подстъпите на Букурещ.

## Смазване на съпротивата
В началото на септември 1848 г. Сюлейман паша е сменен от по-енергичния Фуад паша. Подготвя се навлизане на османските войски в Букурещ, което предизвиква нова вълна на недоволство. На 6 септември е изгорен текста на Органическия регламент. Наместничеството се готви за посрещането на османската армия и всячески се опитва да притъпи недоволството и да предотврати избухването на въстание.
На 10 септември 1848 г. около 100 хиляди жители на Букурещ и съседните села се разполагат на лагер в околностите на столицата в очакване на пристигащите войски на Фуад паша. На 13 септември лагерът на пашата се установява в близост до народното множество. При пашата са повикани митрополитът, някои боляри и висши длъжностни лица. В лагера на Фуад паша пристига и многочислена делегация от народни представители за преговори. Представителят на Високата порта осъжда революцията и иска възстановяване на старите порядки. Същевременно съобщава за назначаването на болярина Константин Кантакузино за каймакам в Букурещ, след което османската армия в колони потегля към Букурещ. Османците са пресрещнати от огромни тълпи, които препречват пътя на султанската армия. Румънските войски също оказват съпротива, обаче силите са неравни и армията на Фуад паша завзема Букурещ, подлагайки го на грабеж. Междувременно е устроен укрепен лагер на Траяново поле. Под ръководството на генерал Магеру в лагера са разположени 15 хиляди войници. Военният лагер представлява сериозна сила, но не е използван. Английският посланик Колкун успява да убеди генерал Магеру да разоръжи войниците си и да не предизвиква султана за репресивни действия спрямо Влахия.
Редом с османската интервенция, през есента на 1848 г. във Влахия навлизат и руски войски. Руският император е подозрителен към османската намеса в събитията във Влахия и не иска в никакъв случай да допусне ново едностранно господство на османците в областта. По този начин влашката революция се оказва обречена в тупик.